# Srednji Potok
Srednji Potok je naselje v Občini Kostel.